# Arx Fatalis
Arx Fatalis (lateinisch: „Verhängnisvolle Festung/Zuflucht“) ist ein im Jahr 2002 veröffentlichtes 3D-Computer-Rollenspiel der Entwicklungsfirma Arkane Studios (u. a. Dark Messiah of Might and Magic). Das Spiel erschien für Windows und die Xbox.

## Hintergrundgeschichte
Der Spieler erwacht ohne jegliche Erinnerung an seine Vergangenheit in einer vermoderten Gefängniszelle. Man erfährt von seinem Zellennachbarn, dass man sich in der unterirdischen, mittelalterlichen Welt Arx befindet und dass Menschen und andere Kreaturen nach dem Erlöschen des Sonnenlichtes vor hunderten von Jahren in diese flüchteten und hier nun ihr düsteres Dasein fristen. Nach seinem Ausbruch aus der Zelle flüchtet man durch unterirdische Katakomben, bis man irgendwann auf einen geplünderten Außenposten der Menschen stößt. Hier bekommt man den Auftrag, den König von Arx aufzusuchen und ihn zu warnen, dass die sogenannten Ylsiden – gefährliche Krieger mit ungeheuren Fähigkeiten – einen Angriff gestartet haben. So wird der Hauptcharakter, der eigentlich nur auf der Suche nach seiner Identität ist, unverhofft in eine Geschichte hineingezogen, bei der sich am Ende herausstellen wird, dass er mehr ist, als er zu sein scheint. Nämlich derjenige, der den bösen Gott Akbaa am Wiederauferstehen hindern wird.

## Spielwelt
Arx ist eine komplett unterirdische Welt im Stile der Ultima-Underworld-Spiele, die hauptsächlich aus Höhlenkomplexen und Katakomben besteht. Es gibt nur eine größere Stadt, nämlich die namengebende und sich in einer riesigen Höhle befindende Stadt „Arx“, in der auch der König der Menschen in einer Burg haust. Ansonsten findet man hier und da nur kleinere Ansiedlungen der Menschen oder Bauten anderer Rassen vor. Viele Gebiete sind recht düster gehalten und werden nur spärlich durch die an den Wänden befestigten Fackeln beleuchtet. Man findet in den weitläufigen Dungeons oft sterbliche Überreste von Menschen sowie (lebenden) Ratten und Spinnen, was die ohnehin schon düstere Atmosphäre noch zusätzlich steigert.

## Spielmechanik
Die Arkane Studios erweiterten in Arx Fatalis erstmals die Egoperspektive um die Beine des Spielercharakters. Das fördert die Immersion, besonders bei Tritten, mit denen Gegner angegriffen werden können.
Arx ist eine interaktive Welt. Der Spieler kann Brot backen, Tränke brauen, angeln, Waffen bearbeiten und verbessern, Fackeln und Feuerstellen entzünden (auch um darauf zu braten) und Objekte wie Steine und Stühle aufnehmen und werfen. Wie in einem Rollenspiel üblich kann er auch mit Personen reden, handeln und Schalter sowie Gegenstände benutzen oder kombinieren. Waffen nutzen mit der Zeit ab und können zerbrechen. Gegenstände aus dem Inventar können auf dem Boden abgelegt werden und befinden sich auch später noch da, wo man sie hingelegt hat. Freundlich gesinnte Personen sind nur solange freundlich, wie man sie nicht angreift oder bestiehlt. Charaktere merken sich die Handlungen des Spielers und Gruppen halten zueinander.

## Entwicklungsgeschichte
Der Aufbau von Arx Fatalis ist stark von Spielen der Looking Glass Studios beeinflusst, besonders Ultima Underworld. Der Entwickler, Arkane Studios, gab an, dass Arx Fatalis ursprünglich als Ultima Underworld III geplant und entwickelt worden war, sie jedoch keine Lizenz dafür erlangen konnten, um es als solches zu veröffentlichen. Die Portierung für die Xbox übernahm das französische Entwicklerstudio Wizarbox.

### Deutsche Version
Die deutsche Version von Arx Fatalis wurde komplett übersetzt und relativ professionell synchronisiert, so sind z. B. die beiden aus South Park bekannten Synchronsprecher Jörg Stuttmann, spricht u. a. Polsius und verschiedene andere Bewohner von Arx, und Donald Arthur als die Trolle, zu hören. Auch wurde die deutsche Version zensiert. In der originalen Version ist es möglich, Körperteile von einigen Kreaturen abzutrennen. Außerdem spritzt mehr Blut bei Treffern. Weiterhin wurden einige Ambient-Objekte, wie herumliegende Leichenteile, aus dem Spiel genommen. Es ist allerdings möglich, diese Zensurmaßnahmen wieder komplett rückgängig zu machen, indem man sich den aktuellen offiziellen Patch installiert und einen Eintrag in einer Datei ändert.

### Offenlegung des Quellcodes
Am 14. Januar 2011 hat der Entwickler den Quelltext der Engine unter den Bedingungen der GNU General Public License veröffentlicht. Es entstanden mehrere Source Ports auf Basis des Quellcodes, z. B. Arx Libertatis mit dem Ziel den Quellcode plattformunabhängig zu machen als auch verbliebene Bugs zu beheben.
Im April 2012 veröffentlichte das Arx-Libertatis-Projekt eine erste angepasste Version der offengelegten Arx-Fatalis-Engine, erstmals für auch bis jetzt nicht unterstützte Plattformen wie Linux und FreeBSD. Die letzte Iteration von Arx Libertatis 1.1 vom Juli 2013 behebt einige schwerwiegende Probleme des Ursprungsspiels bzgl. des Timings.
Auch wurden Übersetzungen des Spieles von Fans in Sprachen erstellt, für die das Spiel offiziell nie erschienen war, z. B. in Polnisch, Türkisch und Koreanisch.

## Rezeption
Das Spiel erhielt gemischte bis positive Wertungen, wobei die PC-Version im Schnitt etwas besser abschnitt, als die Xbox-Konsolenfassung. GameStar zog im Test den Vergleich zu Ultima Underworld, wobei der Sound ähnlich gut wie in Dark Project sei.